# Eugenia uxpanapensis
Eugenia uxpanapensis är en myrtenväxtart som beskrevs av P.E.Sánchez och L.M.Ortega. Eugenia uxpanapensis ingår i släktet Eugenia och familjen myrtenväxter. IUCN kategoriserar arten globalt som starkt hotad. Inga underarter finns listade i Catalogue of Life.